# Вабр-Тизак
Вабр-Тиза́к (фр. Vabre-Tizac, окс. Vabre e Tisac) — коммуна во Франции, находится в регионе Окситания. Департамент — Аверон. Входит в состав кантона Рьёпейру. Округ коммуны — Вильфранш-де-Руэрг.
Код INSEE коммуны — 12285.
Коммуна расположена приблизительно в 510 км к югу от Парижа, в 95 км северо-восточнее Тулузы, в 35 км к западу от Родеза.

## Население
Население коммуны на 2008 год составляло 433 человека.
| 1962 | 1968 | 1975 | 1982 | 1990 | 1999 | 2008 |
| ---- | ---- | ---- | ---- | ---- | ---- | ---- |
| 452  | 561  | 545  | 536  | 492  | 415  | 433  |

## Администрация
| Период | Период | Фамилия               | Партия | Примечания |
| ------ | ------ | --------------------- | ------ | ---------- |
| 2001   | 2008   | Клод Транье           |        |            |
| 2008   |        | Николь Андюран-Ле-Ган |        |            |

## Экономика

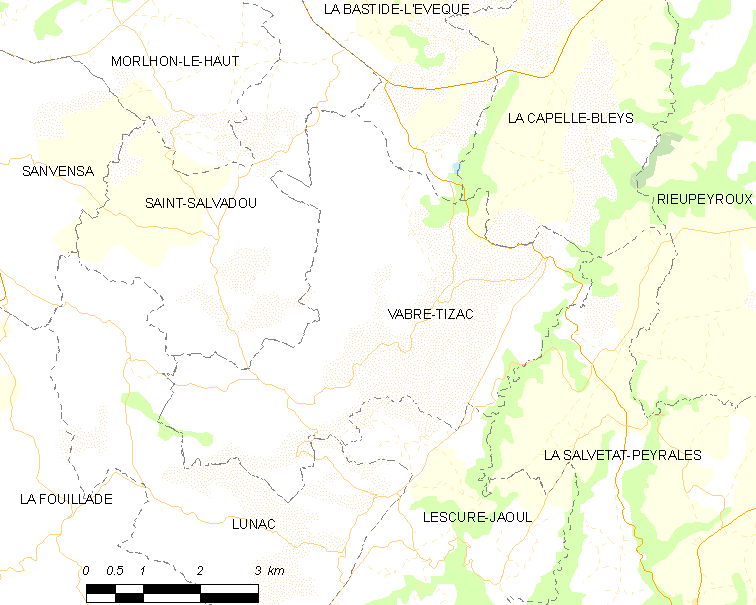
Карта коммуны

В 2007 году среди 251 лица в трудоспособном возрасте (15—64 лет) 182 были экономически активными, 69 — неактивными (показатель активности — 72,5 %, в 1999 году было 67,2 %). Из 182 активных работали 163 человека (82 мужчины и 81 женщина), безработных было 19 (8 мужчин и 11 женщин). Среди 69 неактивных 6 человек были учениками или студентами, 38 — пенсионерами, 25 были неактивными по другим причинам.